# Mercè Núñez Targa
Mercè Núñez Targa (Barcelona, 16 de gener de 1911 - Vigo, 4 d'agost de 1986) va ser una política republicana i lluitadora antifeixista catalana.

## Biografia
Era filla d'Àngela Targa Guitart, una catalana filla d'un xocolater que tenia el negoci a la Rambla de Canaletes, i de José Núñez Otero, natural de Bergondo, que s'havia establert a Barcelona amb una joieria a la Rambla de les Flors.
Mercè Núñez Targa va començar a treballar en un laboratori fotogràfic i després com a comptable i mecanògrafa a l'empresa Películas Cinematográficas Huguet, al carrer de Provença de Barcelona, i també al Consolat de Xile. Precisament durant la Segona República va fer de secretària per a Pablo Neruda mentre aquest exercia de cònsol de Xile a Barcelona.
Es va fer sòcia de l'Ateneu Enciclopèdic Popular i de l'associació higienista i naturista Amics del Sol, així com tresorera del Club Femení i d'Esports de Barcelona, des del qual va participar en l'organització de les Olimpíades Populars que no es van arribar a celebrar per l'esclat de la Guerra Civil espanyola. Es va afiliar a les Joventuts Socialistes Unificades i més endavant al PSUC.
En acabar la guerra, es va exiliar a l'Estat francès i després va ser enviada a La Corunya per a fer-se càrrec de la direcció comunista. Va ser detinguda el 10 de novembre de 1939 i traslladada a la presó de dones de Ventas, a Madrid, el 1940. Tot i ser condemnada a 12 anys i 1 dia de presó, un error burocràtic la va posar en llibertat dos anys després, així mateix va escriure un llibre sobre la seva estada a la presó franquista. Va tornar a fugir a l'Estat francès, on va ser detinguda a Sallagosa i internada al Camp d'Argelers, fins que es va incorporar a la Resistència francesa a Carcassona el gener de 1943 a la 5a Agrupació de Guerrillers Espanyols, on va treballar com a cuinera a la caserna general i va falsificar documents amb Agustí Centelles. Amb tot, va ser detinguda per la Gestapo el maig de 1944 i embarcada en un tren de la mort cap a Alemanya, on va ser internada al camp de concentració de Ravensbrück, on va coincidir amb Neus Català. Va ser integrada en un comando que treballava en una fàbrica d'obusos a Leipzig. Allà, el grup de dones republicanes, tant franceses com catalanes, van protagonitzar vagues de fam per a reclamar millores alimentàries i van sabotejar l'armament. Va romandre-hi poc menys d'un any, essent alliberada in extremis pels aliats el 1945 en un estat de salut pèssim afectada per l'escarlatina i la tuberculosi. Un cop a França, va participar en el judici celebrat a Carcassona contra l'oficial alsacià René Bach, el seu torturador de la Gestapo, que va ser executat. Ja a Drancy, prop de París, va col·laborar amb moltes publicacions franceses i de l'exili espanyol.
No va tornar a la península fins a la mort del dictador Francisco Franco. El 1968 va participar en la creació del Partit Comunista de Galícia i el 1975 va retornar a l'Estat espanyol, amb el seu company Medardo Iglesias, que havia estat capità de la Guàrdia d'Assalt republicana. El 1983 va ser nomenada delegada a Galícia de l'Amical de Mauthausen i altres camps, i es va dedicar a elaborar el cens de les persones gallegues mortes en els camps de concentració nazis.
El govern francès la va condecorar el 1959 amb la Medalla Militar i el president De Gaulle li va concedir el títol de Chevalier de la Legió d'Honor el 1960. El 2009 la ciutat de Vigo va posar el seu nom a un carrer. El gener de 2019, l'Ajuntament de Barcelona va inaugurar una placa commemorativa davant de la casa on va néixer al carrer de Santa Anna número 5 del districte de Ciutat Vella.

## Obra
Mercè Núñez Targa assumí el compromís d'explicar el que havia vist i viscut, i ho va fer, de viva veu, per col·legis i instituts, i també per escrit. En el seu llibre-testimoni sobre la presó de Ventas, publicat a París, va recollir noms i successos verídics, com les referències a les companyes mortes a la presó a conseqüència de les pallisses rebudes a comissaria o executades. Va narrar les seves experiències en el camp nazi de Ravensbrück en el llibre El carretó dels gossos. L'obra El valor de la memòria recull en un sol volum Cárcel de Ventas i Destinada al crematorio.
- Cárcel de Ventas. Editorial Ebre, París, 1967.[10]
- El carretó dels gossos. Una catalana a Ravensbrück. Edicions 62, Barcelona, 1980. ISBN 9788429756449.
- El valor de la memoria. Editorial Renacimiento, Colección «Biblioteca de la Memòria». Sevilla, 2016. ISBN 9788416685899.[11]